# 코셔 판 브뤼헌
코셔 판 브뤼헌(네덜란드어·영어: Coosje van Bruggen, 1942년 6월 6일~2009년 1월 10일)은 미국의 조각가이자 미술비평가, 미술 역사학자이다.

## 갤러리

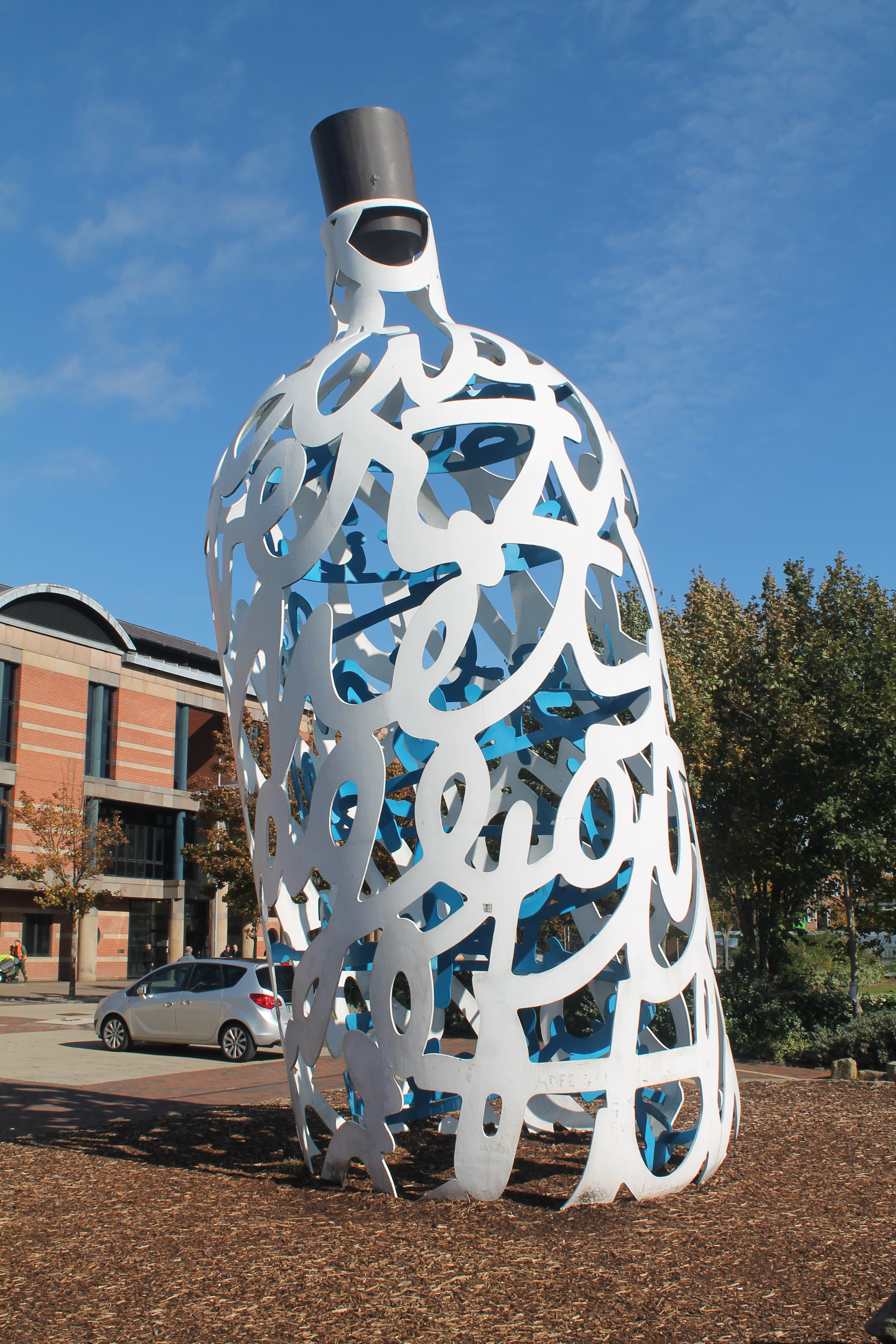
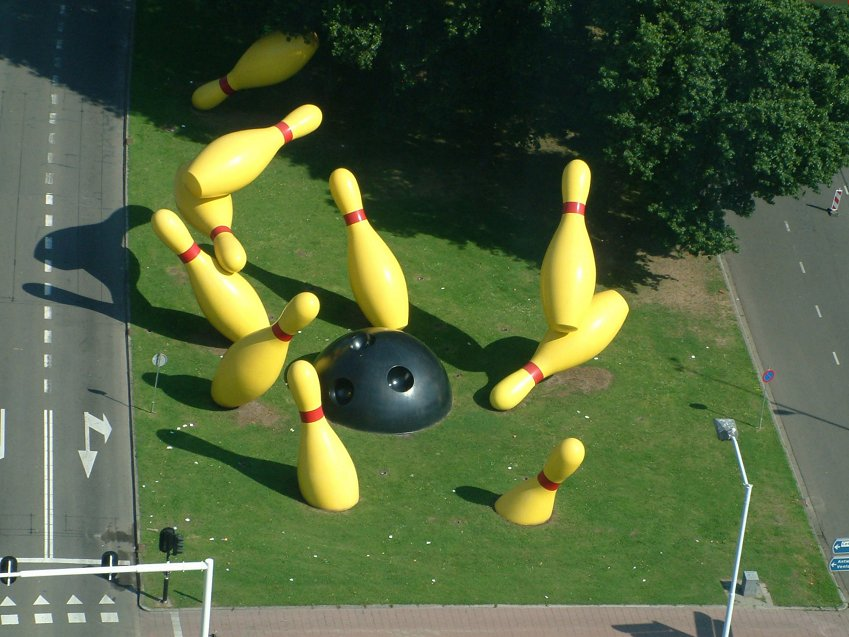
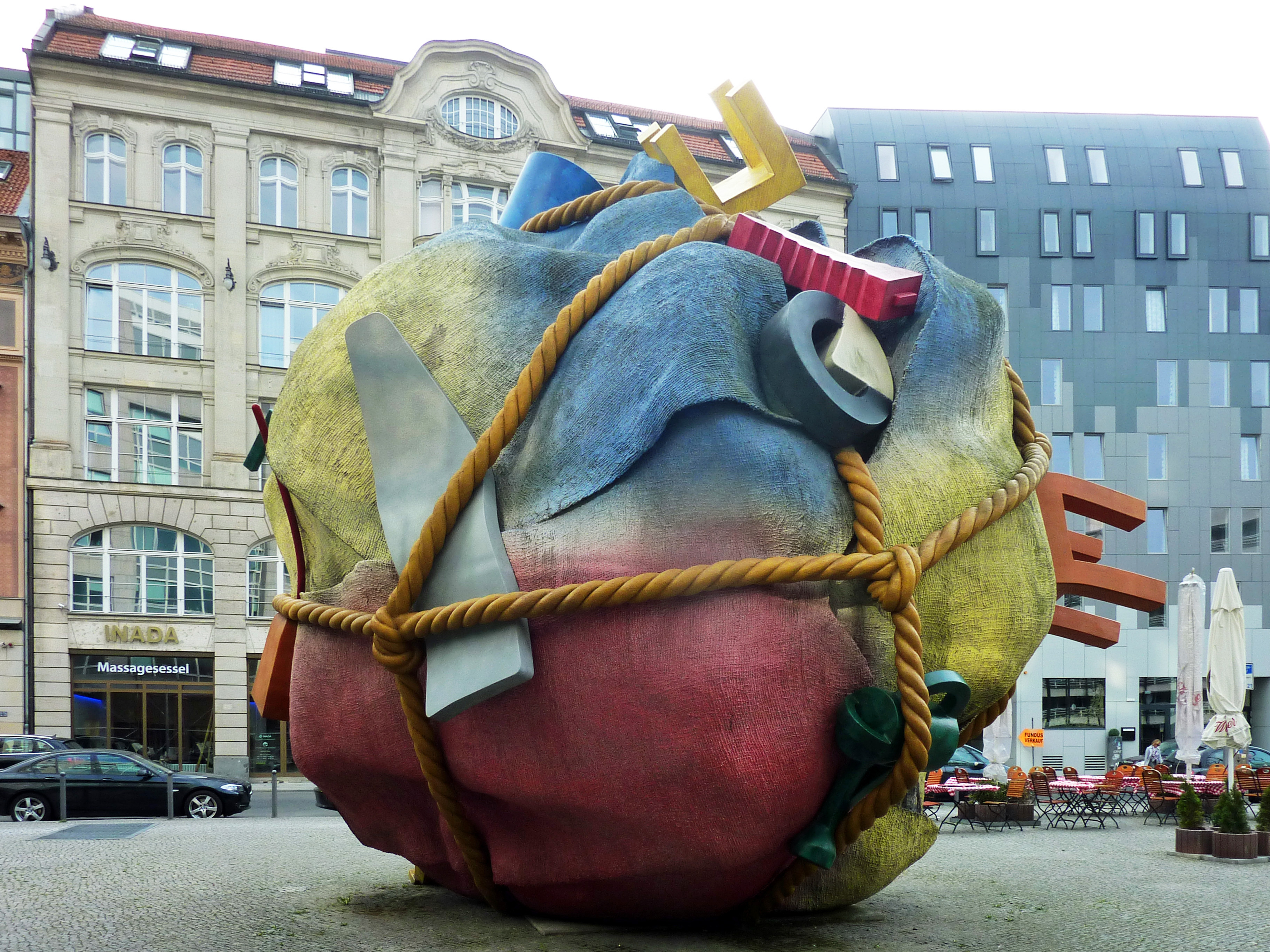
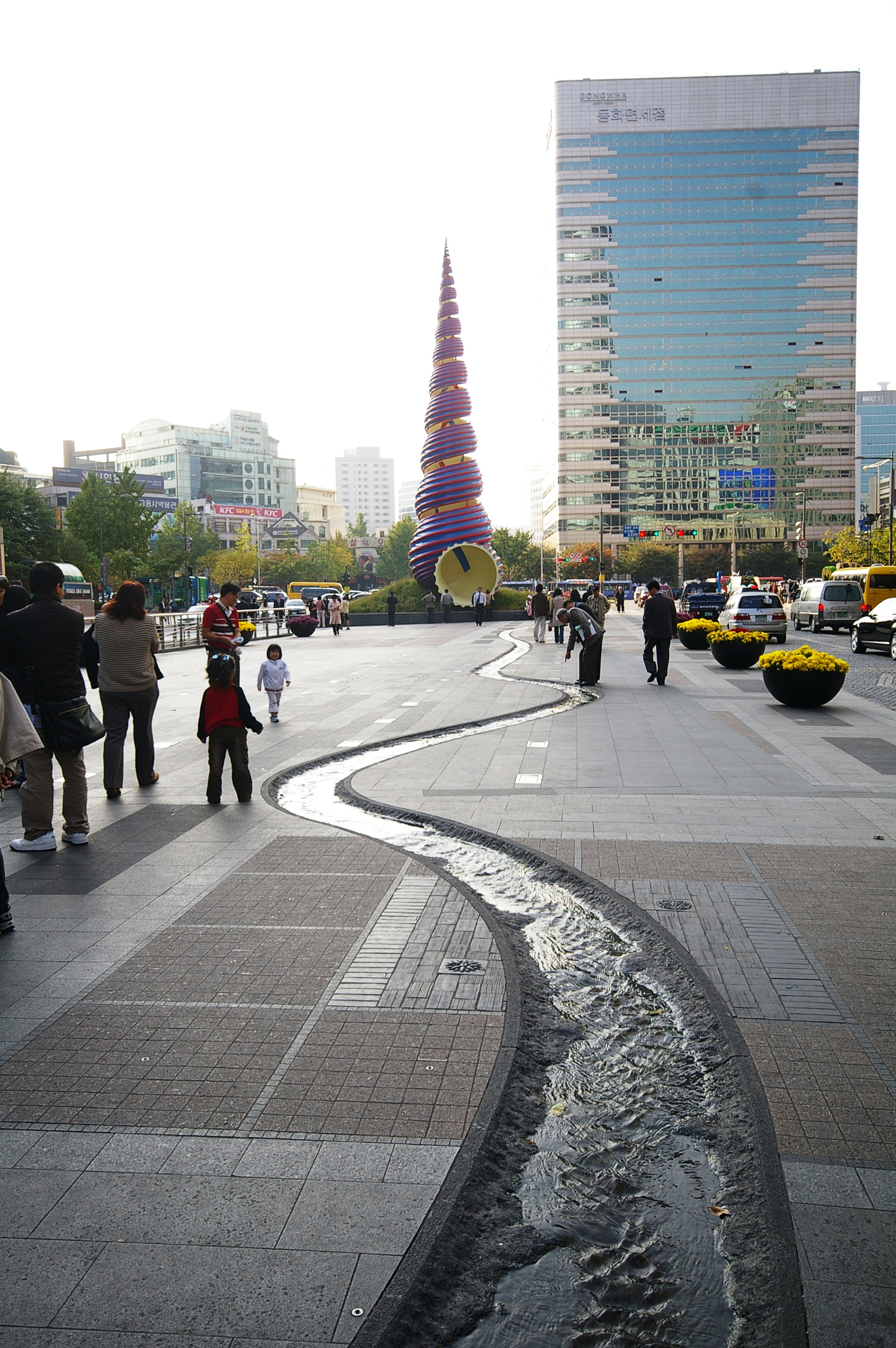

## 생애
남편인 팝 아트 대표 조각가 클라스 올든버그와 많은 작품을 제작했다.
대한민국의 청계광장에 설치된 다슬기 형상을 닮은 조형물 스프링도 클라스 올든버그와 공동 제작했다.
2009년 1월 10일, 로스앤젤레스의 그의 집에서 유방암으로 사망했다.